# Unai-Pass
Der Unai-Pass hat eine Scheitelhöhe von 3300 m und überwindet das Sanglach-Gebirge des Hindukusch in der afghanischen Provinz Wardak. 
Er liegt westlich von Kabul und bildet die Hauptverbindung von Kabul mit Hazarajat. Der Pass ist etwa 80 Kilometer von Kabul entfernt und liegt zwischen Dschalrez und Gardandiwal. Die Straße führt nach Gardandiwal weiter zum 3700 m hohen Hajigak-Pass.
Im Sanglach-Gebirge entspringt der Kabul-Fluss unweit des Unai-Passes sowie der mit 1125 km längste Fluss Afghanistans, der Hilmend. 